# Hero (Divinefire-album)
A Hero a Divinefire keresztény szimfonikus power metal együttes második albuma.

## Számlista
1. Resurrection - 1:56
2. Secret Weapon - 4:36
3. Divinefire - 4:31
4. Hero - 3:46
5. United as One - 4:57
6. Leaving the Shadows - 4:46
7. Open Your Eyes - 4:24
8. New Beginning - 4:21
9. Cryptic Passages - 5:20
10. The Show Must Go On (Queen-feldolgozás) - 4:10